# El hombre de Maisinicú
El hombre de Maisinicú és un llargmetratge cubà de 1973 dirigit per Manuel Pérez Paredes. Va concursar en el 8è Festival Internacional de Cinema de Moscou on Sergio Corrieri va guanyar el premi al millor actor.

## Sinopsi
Durant els primers mesos de 1964, a les muntanyes de l'Escambray, subsisteixen bandes que lluiten contra el nou govern de Fidel Castro. Un matí és trobat el cadàver de l'administrador de la finca Masinicú, Alberto Delgado y Delgado, qui alhora era un agent encobert. La recerca per a descobrir les motivacions del crim i els seus executors aniran revelant una atmosfera d'intensa lluita de classes i una personalitat, les activitats i la conducta política de la qual són objecte de contradictòries avaluacions.

## Repartiment
- Mario Balmaseda
- Miguel Benavides
- Rogelio Blain
- Iván Colas
- Sergio Corrieri
- Enrique Domínguez
- Raúl Eguren
- Enrique Molina